# Belarmino Correa Yepes
Belarmino Correa Yepes, M.X.Y. (Briceño, 14 de julho de 1930 - Villavicencio, 20 de março de 2020) foi um clérigo católico romano colombiano e bispo emérito de San José del Guaviare.

## Biografia
Belarmino Correa Yepes ingressou no Instituto de Missões Estrangeiras de Yarumal e foi ordenado ao sacerdócio em 15 de agosto de 1957.
Em 30 de outubro de 1967, foi nomeado como terceiro Prefeito Apostólico de Mitú pelo Papa Paulo VI. O Papa João Paulo II, em 19 de janeiro de 1989, cria o Vicariato Apostólico de San José del Guaviare, desmembrado da Prefeitura Apostólica de Mitú, e nomeia Correa Yepes como primeiro Vigário Apostólico e Bispo Titular de Horrea Cœlia. Recebeu a ordenação episcopal em 8 de abril do mesmo ano, no Colégio São José de Guaviare, através do Arcebispo Angelo Acerbi, Núncio Apostólico na Colômbia; os principais co-consagradores foram Jesús Emilio Jaramillo Monsalve, MXY, Bispo de Arauca, e Heriberto Correa Yepes, MXY, Vigário Apostólico de Buenaventura.

Com a elevação do Vicariato a Diocese, Belarmino Correa Yepes foi nomeado primeiro bispo de San José del Guaviare em 29 de outubro de 1999. Sua renúncia foi aceita pelo Papa Bento XVI em 17 de janeiro de 2006.